# Babiker Awadalla
Babiker Awadalla, arab. ‏بابكر عوض الله‎ (ur. 2 marca 1917 w prowincji Nil Biały, zm. 17 stycznia 2019 w Dublinie) – sudański sędzia i polityk, premier Sudanu od 25 maja do 27 października 1969. W chwili śmierci był najstarszym żyjącym byłym przywódcą państwowym.